# Aruna Dindane
Aruna Dindane (* 26. November 1980 in Abidjan) ist ein ehemaliger ivorischer Fußballspieler. Er spielte als Stürmer und wurde auch in der Nationalelf seines Heimatlandes eingesetzt.

## Vereine
Aruna Dindane begann seine Karriere beim ASEC Mimosas. Zur Saison 2000/01 wechselte er erstmals ins Ausland zum belgischen Spitzenverein RSC Anderlecht. Hier konnte er sich auf Anhieb durchsetzen und schaffte bereits in seiner ersten Saison den Sprung in den Stammkader. In der Folge spielte er fünf Spielzeiten für Anderlecht und wurde dabei zweimal Belgischer Meister und holte 2003 den Goldenen Schuh als bester Spieler des Jahres in Belgien. Zur Saison 2005/06 wechselte er zu seinem aktuellen Verein RC Lens in die französische Ligue 1. Hier war er in der Saison 2005/06 hinter Daniel Cousin der erfolgreichste Torschütze seiner Mannschaft. Anfang Mai 2008 erlitt er einen Riss der Kreuzbänder im linken Knie, der ihn erst sechs Monate später wieder auf Punktspieleinsätze bei den inzwischen in die Ligue 2 abgestiegenen Nordfranzosen hoffen ließ.
Ende August 2009 wurde er an den englischen Erstligisten FC Portsmouth verliehen. Des Weiteren sicherte sich „Pompey“ eine Kaufoption, die bei vier Millionen Euro liegt. Diese wäre automatisch fällig geworden, wenn Dindane sein achtzehntes Ligaspiel für Portsmouth bestritten hätte. Da der Verein allerdings zahlungsunfähig ist und die Ablösesumme nicht bezahlen könnte, stand er seit seinem siebzehnten Ligaeinsatz gegen den FC Liverpool nicht mehr im Kader für Ligaspiele des FC Portsmouth. Allerdings kam er noch im FA Cup zum Einsatz, da die Vertragsklausel nur für die Liga galt. Zur Saison 2010/11 wechselte Dindane zum katarischen Verein Lekhwiya in die Qatar Stars League.

## Nationalmannschaft
Aruna Dindane gehörte neben Didier Drogba zu den gefährlichsten und erfolgreichsten Stürmern der ivorischen Nationalmannschaft. Deshalb wurde er auch für die Afrikameisterschaft 2006 nominiert. Jedoch konnte Dindane aufgrund eines Todesfalles in der Familie nicht teilnehmen. Bei der WM 2006 bestritt er alle drei Vorrundenspiele. Beim 3:2-Sieg gegen Serbien und Montenegro stand er als Ersatz für den gesperrten Didier Drogba in der Startelf. In diesem Spiel erzielte er zwei Tore und war damit bester Torschütze im ivorischen Aufgebot.
Auch bei der Fußball-Weltmeisterschaft 2010 wurde Dindane in allen drei Vorrundenspiele eingesetzt, blieb aber ohne Torerfolg.

## Privat
Aruna Dindane ist der Schwager von Aristide Bancé.

## Titel und Erfolge
- 2 × Belgischer Fußball-Meister mit dem RSC Anderlecht (2000/01) und (2003/04).
- 3 × Ivorischer Fußball-Meister mit dem ASEC Abidjan
- Goldener Schuh 2003 als bester Spieler der Jupiler League